# There's One Born Every Minute
There's One Born Every Minute è un film del 1942 diretto da Harold Young.
Il film segna il debutto cinematografico di Elizabeth Taylor e la sua unica collaborazione con la Universal Pictures.

## Distribuzione
Il film fu distribuito nelle sale statunitensi a partire dal 26 giugno 1942.